# Egyptština
Egyptština (egyptsky (r n kmt), výslovnost v klasické egyptštině: [raʀ nij kuːmaʔ], koptsky ϯⲙⲉⲧⲣⲉⲙⲛ̀ⲭⲏⲙⲓ) je afro-asijský jazyk příbuzný nejvíce s berberskými jazyky, semitskými jazyky a jazykem bedža, který patří mezi jazyky hamitské. Stará egyptština se proto řadí do semito-hamitské jazykové skupiny. Jazyk se používal až do pátého století našeho letopočtu ve formě démotštiny a až do pozdního 17. století ve formě koptštiny. Koptština se užívá do dnešní doby jako liturgický jazyk koptských církví, tj. koptské katolické církve a koptské pravoslavné církve. Nejstarší psané záznamy egyptského jazyka se datují do doby 3200 př. n. l., což dělá z egyptštiny jeden z nejstarších zaznamenaných jazyků. Tyto záznamy jsou ve formě 150 tabulek nalezených ve vykopávkách v Abydu v předdynastické hrobce U-j datované do období Nakáda III.

## Vývoj jazyka

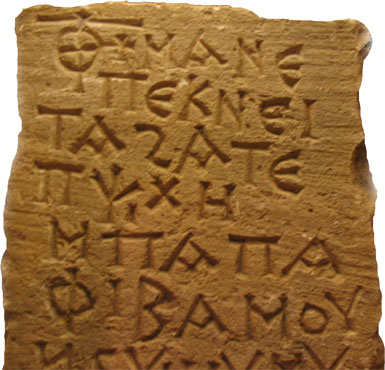
Koptský zápis ze třetího století našeho letopočtu

Egyptština se jako živý jazyk během staletí vyvíjel a proto se dnes rozlišuje šest hlavních vývojových fází:
- Archaická egyptština (před rokem 2600 př. n. l.)
- Stará egyptština (2600–2000 př. n. l.)
- Střední (klasická) egyptština (2000–1300 př. n. l.), jako literární jazyk až do 400 n. l.
- Pozdní egyptština (1300–700 př. n. l.)
- Démotština (700 př. n. l. – 400 n. l.)
- Koptština (400 – 17. století n. l.).

Za doby Ptolemaiovců a později v Římské době se používala ke komunikaci také řečtina.
Stará egyptština byla používána pouze na území samotného Egypta. Podrobená území si svůj jazyk zachovala. Núbie si svůj jazyk udržela, i když vládnoucí vrstvy egyptsky znaly. V době samostatné Núbijské říše však převzaly hieroglyfické egyptské písmo, z něhož později vytvořili vlastní kurzívní písmo zvané merojské.

## Písemná forma jazyka

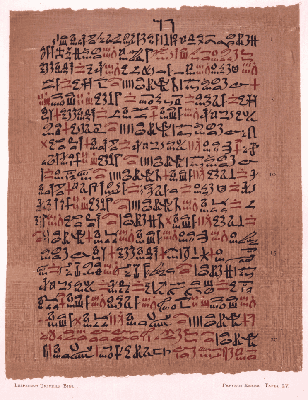
Papyrus Ebers s medicínským textem

Egyptština byla ve své psané formě zachycována takzvaným hieroglyfickým písmem, které tvoří neobyčejně komplexní písemný systém sestávající ze stovek znaků. Původní hypotézy, že se jedná o čistě obrázkové (idiomatické) písmo, byly roku 1822 definitivně vyvráceny na základě výzkumu, který prováděl Jean-François Champollion. Původ písma však zjevně obrázkový byl. Později znaky převzaly i roli fonetickou, vyjadřující tak hlásky a slabiky (odvozené z původního významu znaku), jimiž bylo možno tvořit a skládat další slova, ačkoliv bylo možno znaky použít i v původním idiomatickém významu.
Hieroglyfický systém byl ale taktéž velice složitý pro zápis (preciznost vykreslení znaků), což vedlo k vytvoření paralelních zjednodušených forem písma z hieroglyfů odvozených, které však původní písmo nevytlačily, ale souběžně koexistovaly až do zániku egyptské civilizace. Hieroglyfické (v překladu posvátné) písmo bylo dále využíváno pro texty na chrámech, v hrobkách a na stélách, hieratické (v překladu kněžské) písmo sloužilo k zápisům náboženských textů na papyrus a démotické (v překladu lidové) písmo sloužilo k běžným záznamům každodenního života a jeho znalost i užívání bylo nejrozšířenější.
Spolu s příchodem řečtiny do Egypta přišla i řecká alfabeta, které se později občas začala používat i pro zápis domácího jazyka. Když se pak dominantním náboženstvím stalo křesťanství, původní písemný systém byl zavržen jako pohanský (egyptský výraz pro hieroglyfy znamenal písmo bohů) a jazyk byl dále zapisován jen pomocí řeckých znaků a jen šest symbolů z démotického písma bylo zachováno pro hlásky, které v sobě řečtina (a tudíž ani alfabeta) na rozdíl od egyptštiny neměla.

## Výslovnost
Ve starověkém Egyptě se nezapisovaly samohlásky, ale pouze souhlásky. Proto se například slovo krásný přepisuje jako nfr. Existují rekonstrukce některých slov, která jsme schopni vysledovat například z pozdějších fázích egyptštiny, kde se již samohlásky zapisovaly. Například tedy slovo egyptština (r n kmt) se mohlo vyslovovat ve staré egyptštině [ɾaʀ nij ˈkuːmat]. Ačkoliv samohlásky u většiny slov nemůžeme ani odhadnout, výslovnost souhlásek je jistější.
|              |              | Labiála | Alveolára | Postalalveolára | Palatála | Velára | Uvulára | Faryngála | Glotála |
| ------------ | ------------ | ------- | --------- | --------------- | -------- | ------ | ------- | --------- | ------- |
| Nazála       | Nazála       | m       | n         |                 |          |        |         |           |         |
| Ploziva      | Neznělé      | p       | t         |                 | c (ṯ)    | k      | q*      |           | ʔ       |
| Ploziva      | Znělé        | b       | d*        |                 | ɟ* (ḏ)   | g*     |         |           |         |
| Frikativa    | Neznělé      | f       | s         | ʃ (š)           | ç (ẖ)    |        | X (ḫ)   | ħ (ḥ)     | h       |
| Frikativa    | Znělé        |         | z*        |                 |          |        | ʁ (ꜣ/ȝ) | ʕ (ꜥ/ʿ/ˁ) |         |
| Approximanta | Approximanta | w       | l         |                 | j        |        |         |           |         |
| Vibranta     | Vibranta     |         | r         |                 |          |        |         |           |         |

*Možná ejektivní neznělé souhlásky;
Znaky v závorkách () jsou způsob, jakým jsou tyto fonémy běžně přepisovány z egyptštiny
/l/ nemá žádný fonetický znak v hieroglyfech, proto je zapisován nejčastěji stejným znakem, fonogramem, jako /n/, /r/ nebo /ʁ/
Ve střední egyptštině se znaky /s/ a /z/ sloučily a byly zaměňovány. Také se v jistých případech začalo /j/ vyslovovat /ʔ/, například na začátku slov (jwn – /jaˈwin/ > /ʔaˈwin/ „barva“).
|          | Přední | Zadní |
| -------- | ------ | ----- |
| Uzavřené | i iː   | u uː  |
| Otevřené | a aː   | a aː  |

## Gramatika

### Morfologie
Jako typický afroasijský jazyk se nejčastěji egyptská slova skládala z kořene tří souhlásek, často také více (např. sḫdḫd – být vzhůru nohama). Ke kořenům se pak přidávaly konkrétní samohlásky, předpony a přípony, které určovaly přesný význam. Ale jelikož Egypťané samohlásky nezapisovali, je obtížné je rekonstruovat.

#### Podstatná a přídavná jména
Egyptština rozlišovala dva rody (mužský a ženský), ženský se odlišoval koncovkou -t, a tři čísla (singulár, duál a plurál). Duál měl koncovku -wj pro mužský a -tj pro ženský rod (také někdy přepisováno do latinky jako -wy nebo -ty). Plurál měl koncovku -w pro mužský a -wt pro ženský rod. Egyptština začala používat členy až v pozdní egyptštině (pȝ jako určitý a číslovka jedna wˁ jako neurčitý člen). Stejné koncovky se používaly i pro přídavná jména, například „sḫrwj nfrwj“ (dva dobré nápady), ačkoliv přídavná jména v ženském plurálu byla běžně zakončena (namísto -wt jako podstatná jména) pouze koncovkou -t. V pozdější egyptštině (zhruba 800 př. n. l.) se u přídavných jmen přestal rozlišovat rod i číslo úplně.
| sn | n&A1 |

| sn | n&A1 |

| sn | n · t | B1 |

| sn | n · t | B1 |

| sn | n · Z7 · y | A1 | A1 |

| sn | n · Z7 · y | A1 | A1 |

| sn | n · t · y | B1 | B1 |

| sn | n · t · y | B1 | B1 |

| sn | n&w | A1 · Z2 |

| sn | n&w | A1 · Z2 |

| sn | n · t | B1 · Z2 |

| sn | n · t | B1 · Z2 |

Pády egyptština již neužívala oproti svému předkovi protoafroasijštině, která je možná rozlišovala. V rané fázi protoegyptštiny mohly ještě existovat koncovky pro 3 pády (nominativ -u; genitiv -i; akuzativ -a), ale ještě před dynastickým Egyptem pravděpodobně vymizely.

#### Zájmena

##### Osobní
V klasické egyptštině byly tři druhy osobních zájmen (příponová, závislá a nezávislá) a každé se používalo pro jiný účel a jiným stylem.
Taková příponová zájmena se připojila na konec slova jako přípona a mohla označovat majitele, např. „pr-j“ (můj dům), „pr-f“ (jeho dům), „pr-s“ (její dům) atd. Příponová mohla být také připojena ke slovesu a být jeho podmětem, závislá mohla mj. sloužit zase jako předmět slovesa. Nezávislá se mj. dala použít například ve větách jako „ntk sḫtj“ (ty jsi rolník), nebo „nts nbt“ (ona je paní), Egypťané běžně nepoužívali sloveso být, takže by doslovný překlad byl „on rolník“ a „ona paní“.
V tabulce si mimo jiné také všimnete, že Egypťané rozlišovali rod i v druhé osobě (ty muži a ty ženo). Co se týče čísel, zájmena v klasické egyptštině již duál vůbec nepoužívala, zřídka se setkáme s duálem jen u příponových zájmen a to jen ve formálních textech (ve staré egyptštině ale duál i u zájmen byl).
V první osobě jednotného čísla se mnohdy zájmena zapisovala rovnou znakem pro danou věc, takže kdyby žena řekla „pr-j“ (můj dům), bylo by to zapsáno na konci s hieroglyfem v podobě ženy. Tohle platí i s hieroglyfy pro konkrétní bohy nebo i zvířata. Ačkoliv ve výslovnosti se rod v první osobě neurčoval, v zápisu jej lze takto vyjádřit.
| i | / | A1 | / | B1 |

| i | / | A1 | / | B1 |

| w | i | A1 | / | w | i | B1 |

| w | i | A1 | / | w | i | B1 |

| i | nw · k |

| i | nw · k |

| k |

| k |

| T | w |

| T | w |

| n&t&k |

| n&t&k |

| T |

| T |

| T · n |

| T · n |

| n · t · T |

| n · t · T |

| f |

| f |

| sw | w |

| sw | w |

| n&t&f |

| n&t&f |

| s |

| s |

| s | y |

| s | y |

| n · t | s |

| n · t | s |

| n · Z2 |

| n · Z2 |

| n · Z2 |

| n · Z2 |

| i | A2 | n · n · Z2 |

| i | A2 | n · n · Z2 |

| T · n · Z2 |

| T · n · Z2 |

| T · n · Z2 |

| T · n · Z2 |

| n · t | T · n · Z2 |

| n · t | T · n · Z2 |

| s | n · Z2 |

| s | n · Z2 |

| s | n · Z2 |

| s | n · Z2 |

| n · t | s | n · Z2 |

| n · t | s | n · Z2 |

| n · y |

| n · y |

| T · n · y |

| T · n · y |

| s | n · y |

| s | n · y |

##### Ukazovací
Existují tři nejčastější druhy ukazovacích zájmen používané v klasické egyptštině. Stejně jako osobní zájmena rozlišovala ve staré egyptštině duál, i ukazovací jej tehdy rozlišovala. V klasické egyptštině už zase rozlišují jen singulár a plurál. V klasické egyptštině stojí v singuláru vždy za podstatným jménem, které popisují (např. mdt tn – toto slovo), výjimkou jsou zájmena pȝ a tȝ, která stojí před podstatným jménem. V plurálu jsou zájmena s podstatným jménem propojena přídavným jménem nj (tzn. jsoucí k, patřící k, jsoucí z něčeho), například nn nj rdw („tyto nohy“, doslova „tyto z nohou“).
| p · n |

| p · n |

| t · n |

| t · n |

| M22 | M22 |

| M22 | M22 |

| p · f |

| p · f |

| t · f |

| t · f |

| n · f |

| n · f |

| pA |

| pA |

| t | A |

| t | A |

| n · A |

| n · A |

##### Tázací
Stejně jako u osobních zájmen, i u tázacích byla v egyptštině tzv. závislá a nezávislá a jejich použití záleží na konkrétních situacích. Co se týče zájmene zy/sy (který), to bylo běžně používáno v genitivu (něco něčeho) tak, že za ním stálo přímo dané podstatné jméno.
| m | D38 |

| m | D38 |

| p · t · r | M6 | A2 |

| p · t · r | M6 | A2 |

| i | x · Y1 |

| i | x · Y1 |

| i | V6 · S | s | t | A2 |

| i | V6 · S | s | t | A2 |

| O35 | i | i |

| O35 | i | i |

#### Slovesa
Slovesa mají své určité i neurčité formy. Určité formy jsou schopny vyjádřit osobu, čas, způsob a rod. Neurčité formy jsou infinitiv, záporný infinitiv a příčestí. V egyptštině byly tři základní časy: minulý a časově nevymezené imperfektum a aorist.

#### Příslovce
Příslovce stojí v egyptštině na konci věty (např. sj.n st jm – Žena šla tam.)
| i | m |

| i | m |

| aA · a | A | N31 |

| aA · a | A | N31 |

| T · n | T14 | G41 |

| T · n | T14 | G41 |

| O35 | n · U19 | nw · W | N5 |

| O35 | n · U19 | nw · W | N5 |

| mi | i | i | x · Y1 |

| mi | i | i | x · Y1 |

| r | m&a |

| r | m&a |

| xnt | n · t | w |

| xnt | n · t | w |

| s | f · ra |

| s | f · ra |

| dwA | A | w | ra |

| dwA | A | w | ra |

| mi | n · ra |

| mi | n · ra |

#### Předložky
| m |

| m |

| n |

| n |

| r |

| r |

| i · n |

| i · n |

| H | n · a |

| H | n · a |

| mi | i |

| mi | i |

| Hr · r |

| Hr · r |

| M16 | A |

| M16 | A |

| x · r |

| x · r |

| Xr · r |

| Xr · r |

| tp · Z1 |

| tp · Z1 |

| Dr · r |

| Dr · r |

| m | m |

| m | m |

#### Slovesa
Skutečnost, že egyptské písmo nezapisovalo samohlásky a že se od starověku egyptské časování významně změnilo (až do nejpozdější koptštiny), značně ztěžuje rekonstrukci jednotlivých tvarů.
Egyptská slovesa lze rozdělit do tříd podle počtu souhlásek (ḏd, sḏm, špss, nḫbḫb, nḏdnḏd), dále podle přítomnosti měkkého zakončení -j na silná a slabá (mrj) a podle zdvojeného kořene (mꜣꜣ). Všechny tyto okolnosti ovlivňují podoby jednotlivých tvarů.
Egyptské slovesné tvary rozdělit na neurčité (nevyjadřující osobu) a určité (vyjadřující osobu). Slovesa měla dva slovesné rody (činný a trpný). Předpokládá se, že časy a způsoby byly následující: minulé (stativ, perfektum a perfektivum), přítomné (imperfektivum) a budoucí (prospektivum), dále imperativum, terminativum a subjunktivum. Perfektivum a prospektivum byly používány především ve staré egyptštině. V klasické bylo perfektivum převážně nahrazeno perfektem a prospektivum subjunktivem.

### Syntaxe
Stará i střední (= klasická) egyptština měly slovosled ve stylu přísudek-podmět-předmět. V koptštině se toto změnilo na podmět-přísudek-předmět. Ve staré a střední egyptštině se rozlišovaly dva rody (mužský a ženský) a tři čísla (singulár, duál a plurál), v pozdní egyptštině se duál již moc nepoužívá a v koptštině již není. Rané fáze egyptštiny nepoužívají žádné členy, v pozdější egyptštině se začne používat pȝ, tȝ a nȝ jako určitý a wˁ jako neurčitý člen.

## Jazyk současného Egypta
Národním jazykem novodobého Egypta je egyptská arabština, která postupně nahradila koptskou egyptštinu, koptštinu, v období po dobytí Egypta Araby a následné islamizaci (po roce 622 a v druhé vlně od roku 1261) a původní koptština nejpozději od 17. století přežívá již jen jako liturgický jazyk koptského křesťanství. Rodilí mluvčí jiných arabsky mluvících zemí jsou schopni se v Egyptě domluvit, ale egyptskou verzi arabštiny lze spíše považovat za její svérázný dialekt, který se v mnohém liší, jak výrazy pro používaná slova, tak často i výslovností, přičemž u některých slov a výrazů lze vysledovat vliv koptštiny.

## Příklady

### Číslovky

#### Stará egyptština (2500 př. n. l.)
| Z1 |

| Z1 |

| Z1 | Z1 |

| Z1 | Z1 |

| Z1 | Z1 | Z1 |

| Z1 | Z1 | Z1 |

| Z1 | Z1 | Z1 | Z1 |

| Z1 | Z1 | Z1 | Z1 |

| Z1 | Z1 | Z1 | Z1 | Z1 |

| Z1 | Z1 | Z1 | Z1 | Z1 |

| Z1 | Z1 | Z1 | Z1 | Z1 | Z1 |

| Z1 | Z1 | Z1 | Z1 | Z1 | Z1 |

| Z1 | Z1 | Z1 | Z1 | Z1 | Z1 | Z1 |

| Z1 | Z1 | Z1 | Z1 | Z1 | Z1 | Z1 |

| Z1 | Z1 | Z1 | Z1 | Z1 | Z1 | Z1 | Z1 |

| Z1 | Z1 | Z1 | Z1 | Z1 | Z1 | Z1 | Z1 |

| Z1 | Z1 | Z1 | Z1 | Z1 | Z1 | Z1 | Z1 | Z1 |

| Z1 | Z1 | Z1 | Z1 | Z1 | Z1 | Z1 | Z1 | Z1 |

| V20 |

| V20 |

#### Střední egyptština (1700 př. n. l.)
| Z1 |

| Z1 |

| Z1 | Z1 |

| Z1 | Z1 |

| Z1 | Z1 | Z1 |

| Z1 | Z1 | Z1 |

| Z1 | Z1 | Z1 | Z1 |

| Z1 | Z1 | Z1 | Z1 |

| Z1 | Z1 | Z1 | Z1 | Z1 |

| Z1 | Z1 | Z1 | Z1 | Z1 |

| Z1 | Z1 | Z1 | Z1 | Z1 | Z1 |

| Z1 | Z1 | Z1 | Z1 | Z1 | Z1 |

| Z1 | Z1 | Z1 | Z1 | Z1 | Z1 | Z1 |

| Z1 | Z1 | Z1 | Z1 | Z1 | Z1 | Z1 |

| Z1 | Z1 | Z1 | Z1 | Z1 | Z1 | Z1 | Z1 |

| Z1 | Z1 | Z1 | Z1 | Z1 | Z1 | Z1 | Z1 |

| Z1 | Z1 | Z1 | Z1 | Z1 | Z1 | Z1 | Z1 | Z1 |

| Z1 | Z1 | Z1 | Z1 | Z1 | Z1 | Z1 | Z1 | Z1 |

| V20 |

| V20 |

#### Medio-pozdní egyptština (1350 př. n. l.), Hieratické písmo (2925-2775 př. n. l.)
| Egyptsky   | Česky |
| 'wuʕʕəʔ    | jeden |
| sə'nuwwʔ   | dva   |
| 'χamtaʔ    | tři   |
| ʔəf'tʼaw   | čtyři |
| tʼiːwəʔ    | pět   |
| saʔ'saw    | šest  |
| 'safχəʔ    | sedm  |
| χə'maːnəʔ  | osm   |
| pə'siːtʼəʔ | devět |
| 'muːtʼəʔ   | deset |

#### Pozdní egyptština (1350 př. n. l.), Demotické písmo (2925-2775 př. n. l.)
| Egyptsky | Česky |
| 'wøʕʕ    | jeden |
| sə'nøww  | dva   |
| 'χamt    | tři   |
| ʔəf'tʼaw | čtyři |
| 'tʼiːw   | pět   |
| ʔes'saw  | šest  |
| 'səχf    | sedm  |
| χə'moːn  | osm   |
| pə'siːtʼ | devět |
| 'meːtʼ   | deset |

#### Koptština, 2 př. n. l.-17. století; Revival v 19. století
| Číslice | Koptsky | Transliterace | Česky |
| ⲁⲺ      | oⲩⲁⲓ    | ouai          | jeden |
| ⲃⲺ      | cⲛⲁⲩ    | snau          | dva   |
| ⲅⲺ      | ϣoⲙⲧ    | šomt          | tři   |
| ⲇⲺ      | ϥⲧoⲩ    | ftou          | čtyři |
| ⲉⲺ      | ⲧⲓoⲩ    | tiou          | pět   |
| ⲋⲺ      | cooⲩ    | soou          | šest  |
| ⲍⲺ      | ϣⲁϣϥ    | šašf          | sedm  |
| ⲏⲺ      | ϣⲙⲏⲛ    | šmēn          | osm   |
| ⲑⲺ      | ⲫⲓⲧ     | psit          | devět |
| ⲓⲺ      | ⲙⲏⲧ     | mēt           | deset |

#### Moderní egyptština
| Egyptsky | Česky |
| wa       | jeden |
| senwi    | dva   |
| khemetu  | tři   |
| ifedu    | čtyři |
| diu      | pět   |
| sisu     | šest  |
| sefekhu  | sedm  |
| khemenu  | osm   |
| pesedju  | devět |
| medju    | deset |

## Vzorový text
'Ħaːtip tʼi ni'siːwaʔ 'Ħaːuw Niçin Was'jiːriʔ ħa'rij-jib
Niçin Ja'naːpaw ta'pij tʼawaf ja'mijwaʔ
'niːbuw taʀ-tʼisar 'tʼiːjiʔsan pa'raːjiʔ-ra-χa'raw ta,
ħanqaʔ, kaʀu, apitʼaw